# Lanneuffret
Lanneuffret [lanøfʁɛt] est une commune du département du Finistère, dans la région Bretagne, en France.

## Géographie

### Localisation et présentation
| Plouneventer     | Plouneventer | Plouneventer |
| Plouédern        | Lanneufret   | Plouneventer |
| La Roche-Maurice |              | Plouneventer |

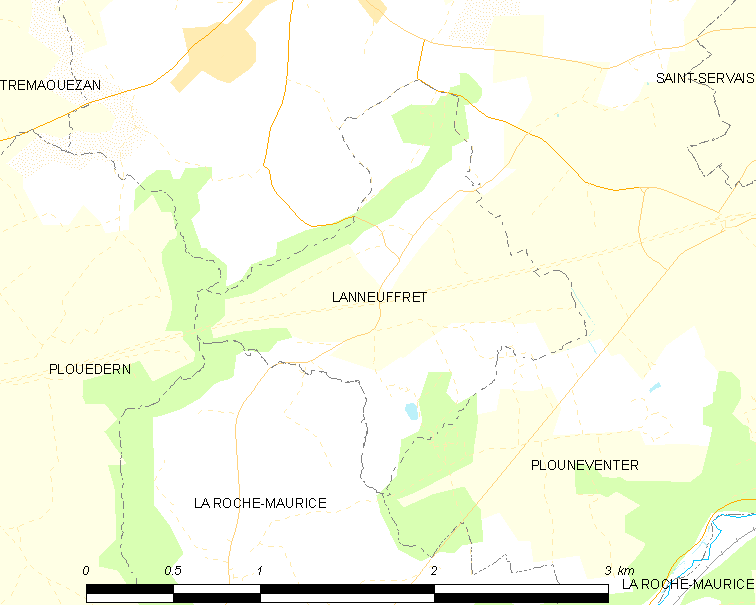
Carte de la commune de Lanneuffret et des communes avoisinantes.

En 2023 Lanneuffret est la plus petite commune du département du Finistère pour le nombre de ses habitants (136 habitants). La commune n'a plus de commerce, ni d'entreprise, et son école est fermée depuis 1972. Elle possède encore 3 exploitations agricoles.

### Relief et hydrographie
Lanneuffet, commune de petite superficie (2,24 km²) a une altitude maximale de 106 mètres (près du hameau de Kerprigent, à peu près ay centre du finage communal) ; l'alttitude la plus basse s'abaisse à 46 mètres dans la vallée du Justicou, petite affluent de rive droite de l'Élorn, qui forme un temps la limite ouest avec Plouédern, à l'endroit où cette rivière quitte la commune. Un autre modeste affluent de l'Élorn, le ruisseau de Kerantraon, sert pendant une partie de son tracé de limite orientale à la commune, la séparant de Plounéventer.

### Hydrographie
Pour un article plus général, voir Réseau hydrographique du Finistère.
La commune est située dans le bassin Loire-Bretagne. Elle est drainée par divers petits cours d'eau,.

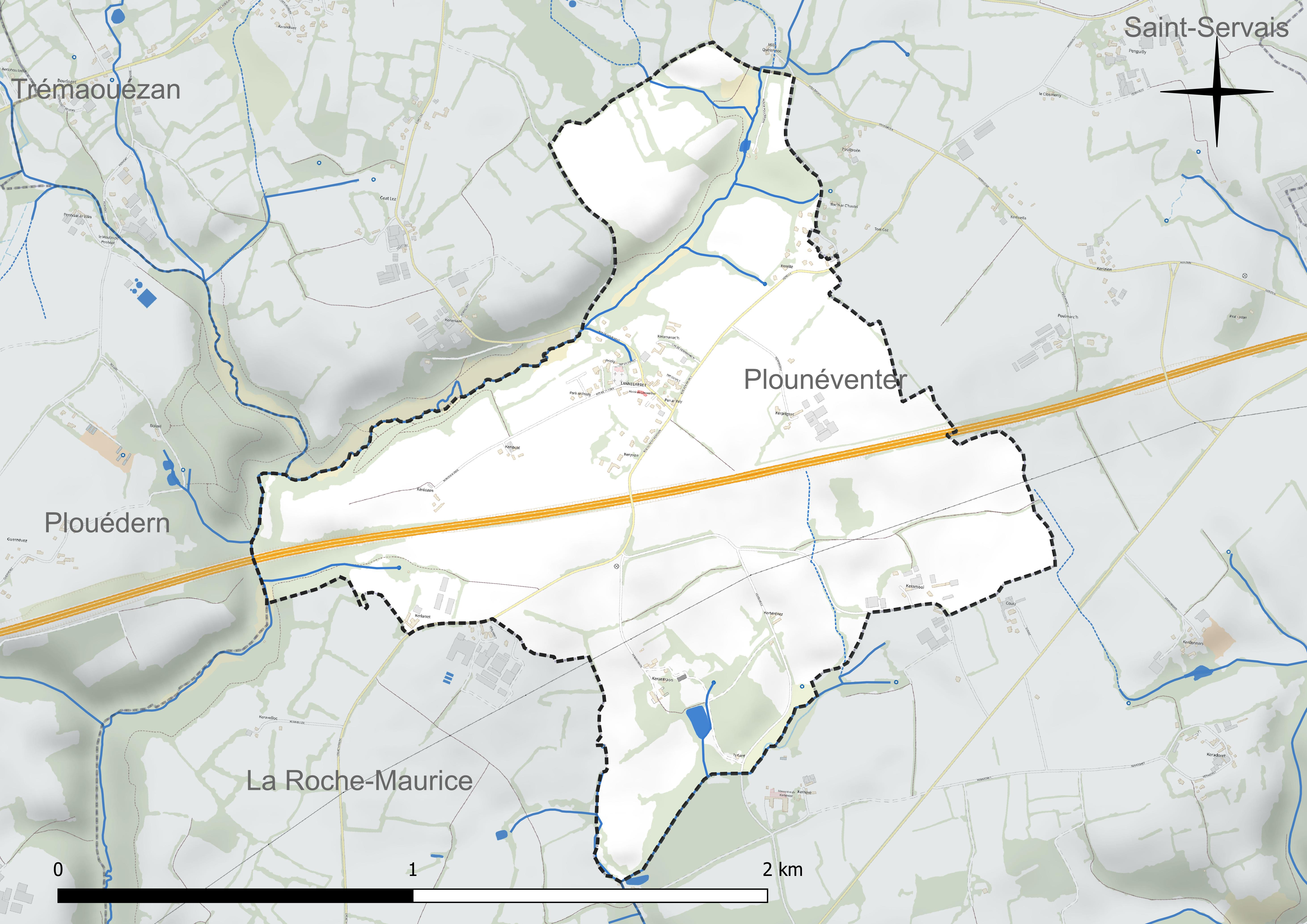
Réseau hydrographique de Lanneuffret.

### Climat
Pour des articles plus généraux, voir Climat de la Bretagne et Climat du Finistère.
En 2010, le climat de la commune est de type climat océanique franc, selon une étude du CNRS s'appuyant sur une série de données couvrant la période 1971-2000. En 2020, Météo-France publie une typologie des climats de la France métropolitaine dans laquelle la commune est exposée à un climat océanique et est dans la région climatique  Finistère nord, caractérisée par une pluviométrie élevée, des températures douces en hiver (6 °C), fraîches en été et des vents forts. Parallèlement l'observatoire de l'environnement en Bretagne publie en 2020 un zonage climatique de la région Bretagne, s'appuyant sur des données de Météo-France de 2009. La commune est, selon ce zonage, dans la zone « Monts d'Arrée », avec des hivers froids, peu de chaleurs et de fortes pluies.  
Pour la période 1971-2000, la température annuelle moyenne est de 11,3 °C, avec  une amplitude thermique annuelle de 10,4 °C. Le cumul annuel moyen de précipitations est de 1 133 mm, avec 17,1 jours de précipitations en janvier et 8,6 jours en juillet. Pour la période 1991-2020, la température moyenne annuelle observée sur la station météorologique la plus proche, située sur la commune de Saint-Servais à 4 km à vol d'oiseau, est de 11,6 °C et le cumul annuel moyen de précipitations est de 1 160,4 mm,. Pour l'avenir, les paramètres climatiques de la commune estimés pour 2050 selon différents scénarios d'émission de gaz à effet de serre sont consultables sur un site dédié publié par Météo-France en novembre 2022.

### Transports
La voie express Route nationale 12 travernse la commune approximativement en son milieu, passant au ud du bourg, mais aucun échangeur ne se trouve sur le territoire communal, les plus proches étant en direction de l'ouest celui de Kériel (en Plouédern) et en direction de l'est celui de Prat Lédan (en Plounéventer).
La commune n'est desservie par ailleurs que par des routes secondaires, la plus importante étant la D 86 qui côté sud, va en direction de Landerneau.

### Paysages et habitat
Lanneuffret présente un paysage agraire traditionnel de bocage avec un habitat dispersé formé de hameaux (dénommés loclement "villages") et fermes isolées. Le bourg, excentré dans la partie ouest du territoire communal, est tout petit.

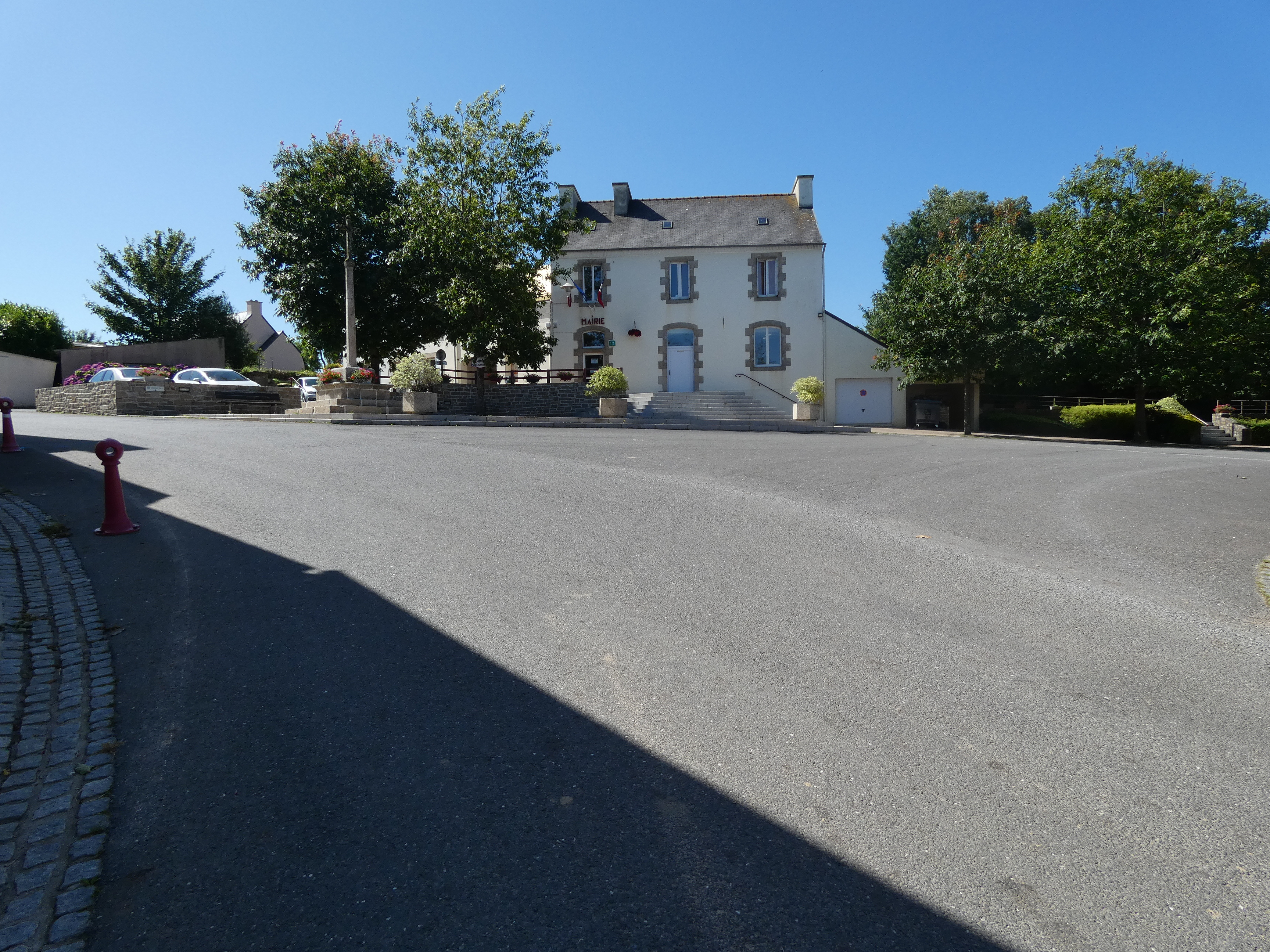
Bourg de Lanneuffret : la place Saint-Guévroc et la mairie.
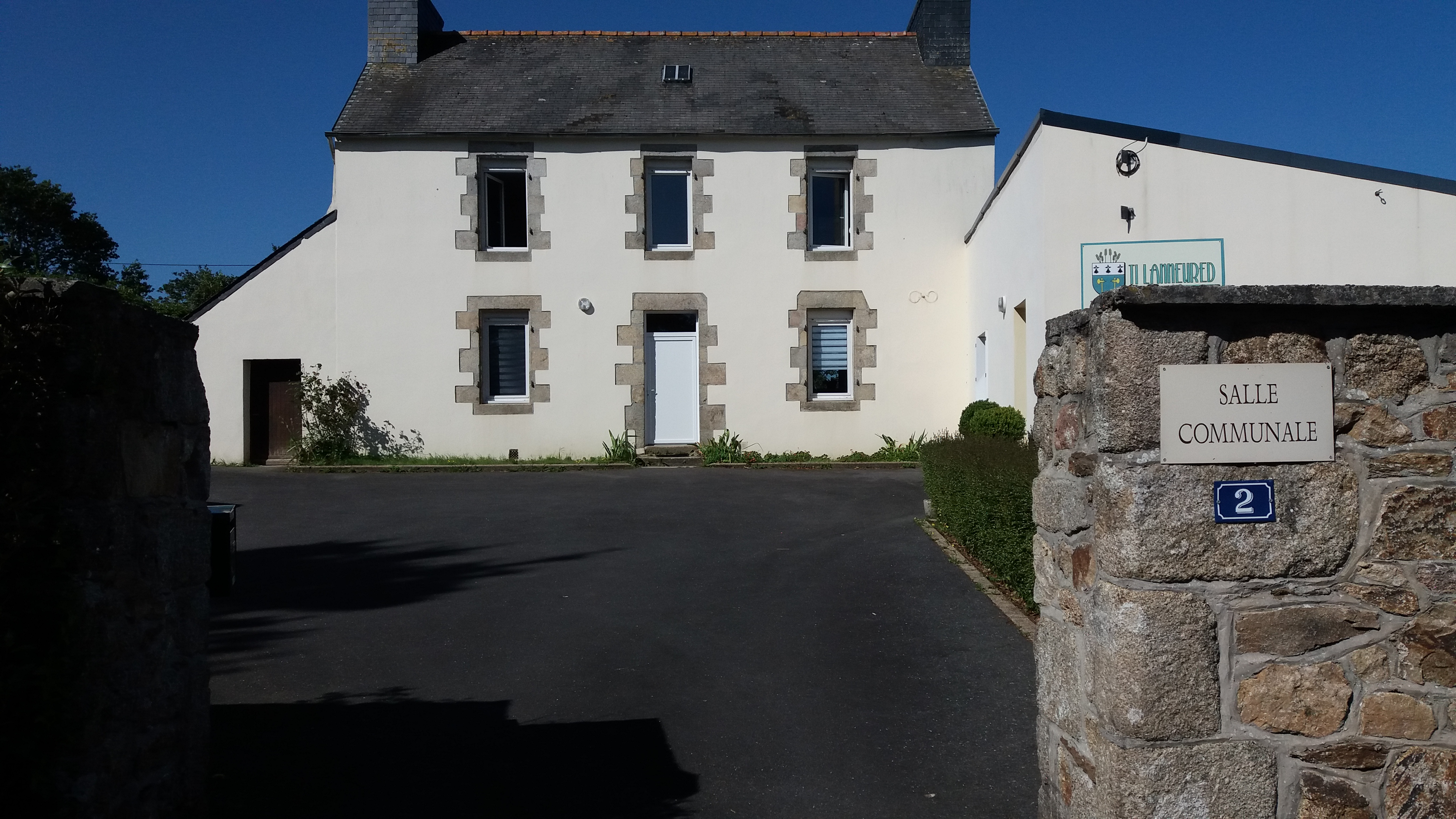
Bourg de Lanneuffret : la salle communale.

Le château de Kerantraon est situé dans la partie sud de la commune, ainsi qu'une partie du monastère de Kerbénéat dont la partie la plus importante est  en Plounéventer.

## Urbanisme

### Typologie
Au 1er janvier 2024, Lanneuffret est catégorisée commune rurale à habitat dispersé, selon la nouvelle grille communale de densité à 7 niveaux définie par l'Insee en 2022.
Elle est située hors unité urbaine et hors attraction des villes,.

### Occupation des sols
L'occupation des sols de la commune, telle qu'elle ressort de la base de données européenne d'occupation biophysique des sols Corine Land Cover (CLC), est marquée par l'importance des territoires agricoles (82,6 % en 2018), une proportion identique à celle de 1990 (82,6 %). La répartition détaillée en 2018 est la suivante : 
terres arables (47,1 %), zones agricoles hétérogènes (35,6 %), forêts (17,4 %). L'évolution de l'occupation des sols de la commune et de ses infrastructures peut être observée sur les différentes représentations cartographiques du territoire : la carte de Cassini (XVIIIe siècle), la carte d'état-major (1820-1866) et les cartes ou photos aériennes de l'IGN pour la période actuelle (1950 à aujourd'hui).

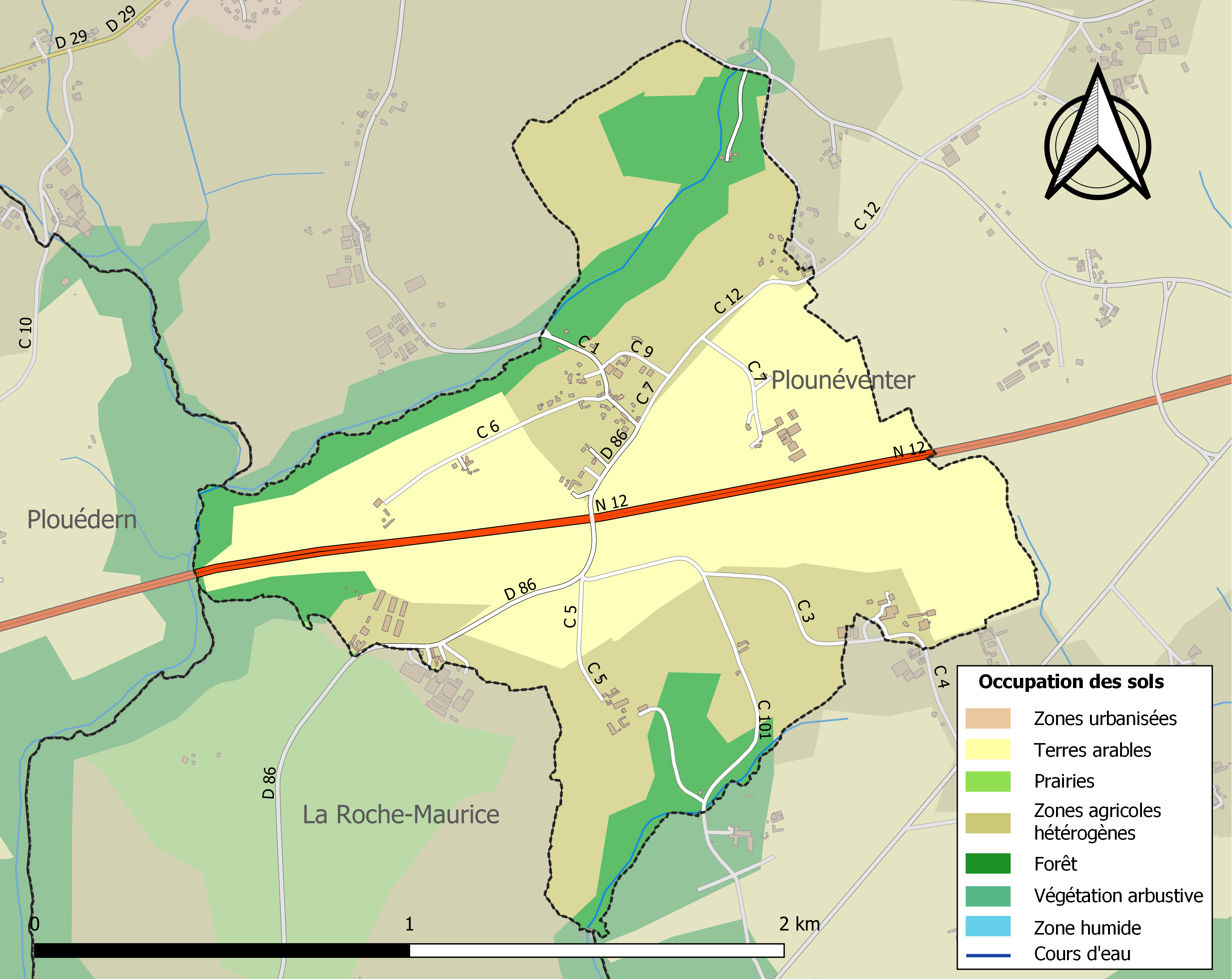
Carte des infrastructures et de l'occupation des sols de la commune en 2018 (CLC).

## Toponymie
Le nom de la localité est attesté sous les formes Lan Uuiurett au XIe siècle, Languefret vers 1330, Lanevret en 1467, Laneuffret en 1516, Laneuvret en 1689, Lanneuffret en 1924.
Lanneufret vient du breton lann (ermitage) et de saint Gwévret.

## Histoire

### Origines

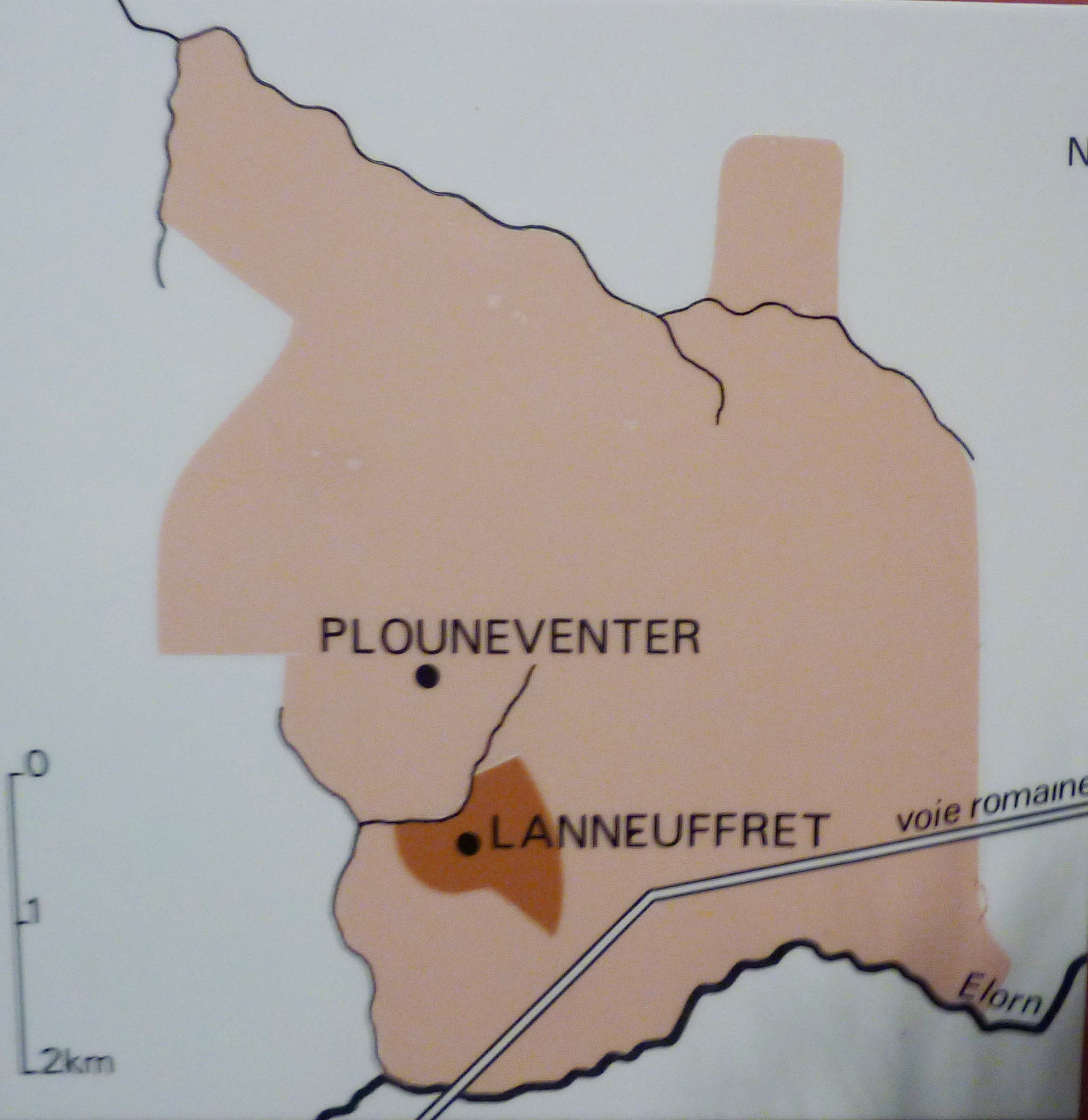
Carte des paroisses de Plounéventer et de Lanneuffret.

La paroisse de Lanneuffret faisait partie de l'archidiaconé de Kemenet-Ily relevant de l'évêché de Léon et était sous le vocable de saint Guévroc. Elle est issue d'un démembrement de la paroisse primitive de Plounéventer.
Un prieuré de l'Ordre de Saint-Benoît aurait existé sur des terres données par le comte Even à saint Guénolé en 955 et qui seraient à l'origine de la création de la trève de Lan-Sancti-Wivreti [Lanneuffret], citée dans le Cartulaire de Landévennec ; les moines auraient résidé dans la ferme de Keranmanach, dénommée Caer-Menedech dans le Cartulaire ; d'autres noms de lieux-dits de la commune de Lanneuffret attestent de la présence du prieuré : un champ est dénommé 'le Cloître', une ferme Ar Prioldi ("la maison du prieur"). « On montre encore (..;) l'emplacement et le cloître de ce monastère » écrit l'abbé Le Guen en 1888.
Avec ses 223 ha enclavés dans la paroisse de l'Armorique primitive de Plounéventer et son nom commençant par lann, le nom de la paroisse de Lanneuffret rappelle son origine monastique. Selon la notice 38 du cartulaire de Landévennec, le tref de lann  Uuivret, comprenant 12 fermes au XIIe siècle aurait été donné, avec ses revenus et ses dépendances qui s'étendaient jusqu'à l'Élorn et à l'est jusqu'au gué de Rodoed Carn et un chemin se dirigeant vers le sud par le comte Even à saint Guénolé.
Voici le texte en latin de la « notice 38 » du cartulaire de Landévennec :

« De Tribu Lan Uuivrett. Haec memoria retinet, quod felix et nobilis comes Euuenus nomine dedit sancto Uuingualoeo tribum quandam nomine Lan sancti [f° 156 r°] Uuiuureti, XII villas, cum omni debito et decima et omnibus ei apendiciis, Laedti superior et Laedti inferior, Caer Guingualtuc, cujus divisio est usque ad flumen Helorn ; Caer Menedech : divisio ejus est ad occasum ; Rodoed Carn id est vadum corneum* : divisio ad orientem et ruga quae pergit contra meridiem [Les mots id est vadum corneum sont une glose interlinéaire]. »

### DuXVIesiècleauXVIIIesiècle
Pendant les Guerres de la Ligue, le 1er août 1594, Yves du Liscouët, après avoir pris et pillé le manoir de Mézarnou, s'empara « des croix, calices et patènes d'or massif, enrichis de pierreries, des églises de Plounéventer, Lanneuffret, Plouédern et Trémaouézan » qui avaient été confiés à la garde du sieur de Mézarnou.
Le manoir de Kerantraon appartenait à la famille de Penancoët, puis à la famille de Kerléan, avant de passer aux mains de la famille de Rodellec du Porzic lors du mariage en 1731 à Lanneuffret de Roberte de Kerléan avec Ronan Le Rodellec du Portzic.

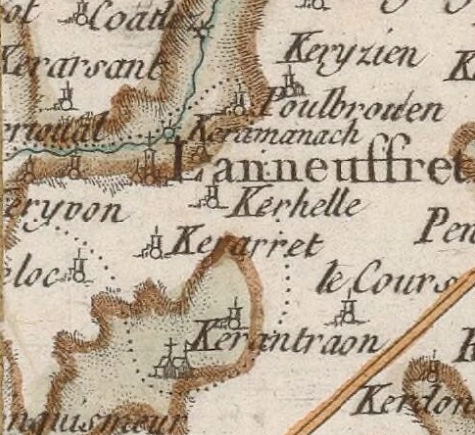
Carte de Cassini de la paroisse de Lanneuffret (1783).

Jean-Baptiste Ogée décrit ainsi Lanneufret en 1778 : 

« Lanneuvret ; à 5 lieues un tiers au sud-sud-ouest de Saint-Pol-de-Léon, son évêché ; à 40 lieues trois-quarts de Rennes ; et à 1 lieue et demie de Landerneau, sa subdélégation. Cette paroisse relève du Roi et ressortit au Siège royal de Lesneven. On y compte 250 communiants ; la cure est présentée par l'évêque. Son territoire est fort peu étendu, et forme une plaine, à quelques monticules près ; on y voit des terres en labeur, des landes et les maisons nobles de Ker-Aret et de  Keranguriec. »

Des lettres et autres documents d'Yves Kerdoncuff, , qui habitait le manoir de Kerloual (un manoir désormais disparu) dans la seconde moitié du XVIIIe siècle, sont évoqués dans un article publié en 1940.
D'après l'"Enquête sur la mendicité dans le Léon" qui date de 1774, la paroisse de Lanneuffret « compte trente-deux feus, vingt-huit aisés, huit qui achètent le blé et n'en vendent pas, un seul mendiant laboureur journalier devenu infirme depuis sept ou huit mois. Sa femme est tisserande, ils ont quatre enfants dont l'aîné âgé d'environ douze ans sera en état d'être aussi tisserand à l'âge de quatorze ou quinze ans tout au plus tard ».
La cure de Lanneuffret était en 1786 l'une des plus pauvres du diocèse de Léon avec moins de 300 livres de revenu, pas plus que la portion congrue à cette date.
Huit kanndi pour le blanchiment du lin et du chanvre ont été recensés sur le territoire de la commune de Lanneuffret.

### La Révolution française
Les deux députés représentant la paroisse de « Laneuvret » (Lanneuffret), lors de la rédaction du cahier de doléances de la sénéchaussée de Lesneven le 1er avril 1789, étaient Jacques Mével et Jacques Troadet.
Jean Cadiou, recteur de Lanneuffret depuis le 4 septembre 1789, fut insermenté en 1791 et s'exila depuis Roscoff en Angleterre.

### LeXIXesiècle
A. Marteville et P. Varin, continuateurs d'Ogée, décrivent ainsi Lanneuffret en 1843 :

« Lanneufret (sous l'invocation de saint Guevroc, ou Guevrec, ou Kyrec, solitaire) ; autrefois Lanneuvret, ou Lan-Guevrec (...). Principaux villages : Kerillé, Kermanac'h, Kerprigent, Kerantram, Keramval, Kerdyven, Kerioual. Superficie totale : 224 hectares, dont (...) terres labourables 118 ha, prés et pâturages 21 ha, bois 11 ha, vergers et jardins 6 ha, landes et incultes 49 ha (...). Moulins : 4 (de Poulbron, de Kermanac'h, de Kerarsant, de Kerantraon. Cette paroisse est nommée [par Dom Lobineau] Lan Sancti Winwreti. Ce saint Winwret ou Wenwret ne serait-il pas le même que Guevroc ou Guevrec ? Géologie : granite ; micaschiste au nord du bourg ; quelques points de granite amphibolique. On parle le breton. »

En 1844, six communes du Finistère (Rumengol, Guipronvel, Lanneuffret, Le Drennec, Loc-Eguiner et Tréouergat) refusèrent d'ouvrir une école, refusant d'appliquer la loi Guizot de 1833.
Lanneuffret fut à nouveau érigée en paroisse par l'ordonnance du 30 septembre 1846.
En 1878 des moines bénédictins venus de l'Abbaye Sainte-Marie de la Pierre-qui-Vire s'installent aux confins des communes de Plounéventer et Lanneuffret, créant le monastère de Kerbénéat, dont ils furent expulsés en 1903 en vertu de la loi sur les congrégations.
En 1879 la maison d'école mixte étant en très mauvais état, la commune de Lanneuffret, « dénuée de toute ressource », « une des plus pauvres du département », sollicite l'aide du département pour son projet de construction nouvelle.

### LeXXesiècle

#### La Belle Époque
Le journal Le Petit Parisien raconte ainsi la querelle des inventaires à Lanneufret en novembre 1906 :

« Dans la petite commune de Lanneufret, deux cents habitants étaient rassemblés dans le cimetière et entassés sous le porche autour de leur curé. La gendarmerie a dû refouler les fidèles. Le prêtre, resté seul devant la porte, a été appréhendé par les gendarmes. Après les trois sommations faites par le commissaire, les portes de l'église ont été enfoncées par les sapeurs du génie. L'inventaire a pu être opéré tandis que des hussards et des gendarmes gardaient les abords de l'édifice. »

Le journal La Dépêche de Brest et de l'Ouest publie le 22 novembre 1906 un récit détaillé des événements survenus lors des opérations d'inventaire des biens du clergé à Lanneuffret le 21 novembre 1906. Une première tentaive d'inventaire avait eu lieu le 8 mars 1906, mais avait échoué, le recteur, l'abbé Richard, et les membres du conseil de fabrique refusèrent d'ouvrir les portes de l'église et l'agent du fisc n'insista pas ce jour-là.
Le pardon de Saint-Guévroc, « un des plus importants de la région (...), attire chaque année beaucoup de monde », indique un article de journal en septembre 1907. Un article de presse indique que le 24 septembre 1906 « les routes de Lanneuffret présentaient une vive animation, en raison de la multitude de promeneurs de Landerneau, La Roche, Plounéventer, Saint-Servais, Plouédern » venant au pardon.
La petitesse de la commune explique que pour l'année 1909 la commune de Lanneuffret n'eût aucun conscrit à présenter au conseil de révision.

#### La Première Guerre mondiale

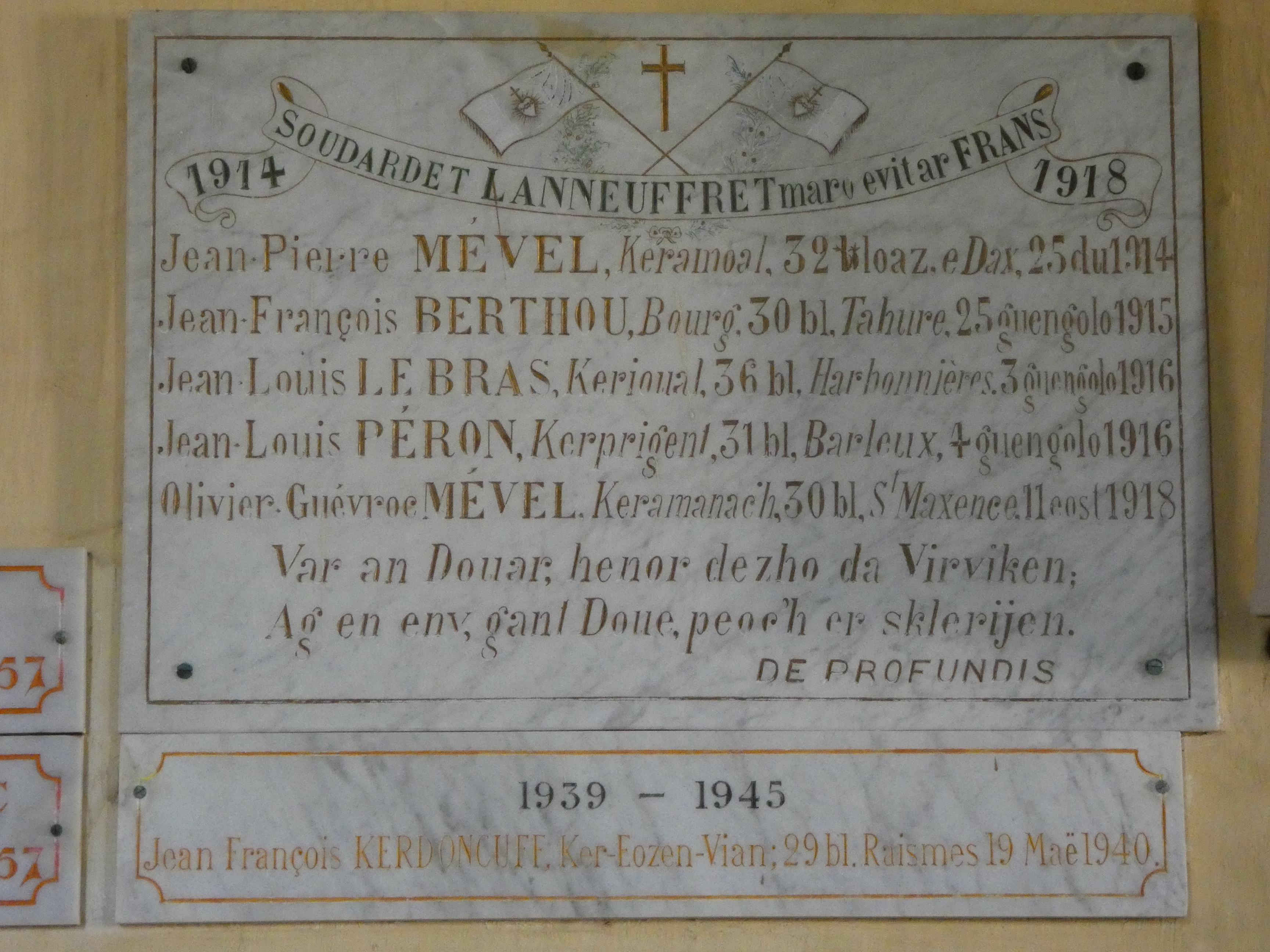
Plaque commémorative des morts des deux Guerres mondiales dans l'église Saint-Guévroc.

Un article publié le 7 juillet 1915 dans le journal La Dépêche de Brest et de l'Ouest décrit la générosité des habitants de la « bretonnante commune de Lanneuffret, d'une population si minime de 206 habitants » à l'occasion des diverses œuvres de soutien pour les blessés et orphelins de la guerre.
En l'absence de monument aux morts, la plaque commémorative située dans l'église en tient lieu : elle indique les noms de 5 soldats morts pour la France pendant la Première Guerre mondiale : Pierre Mével (mort de maladie en novembre 1914) ; Jean Berthou (tué à l'ennemi en septembre 1915 à Sommepy-Tahure (Marne)), Jean Le Bras (mort des suites de ses blessures le 3 septembre 1916 dans la Somme) et Jean Péron (mort le lendemain dans le même département) et Olivier Mével (mort de maladie le 11 octobre 1918 dans l'Oise).

#### L'Entre-deux-guerres
Le dimanche 9 novembre 1919 une grande fête célébra le retour dans leurs foyers des poilus de la Grande Guerre. Un comité avait été formé, avec à sa tête comme président d'honneur Édouard de Rodellec du Portzic, capitaine de frégate dans les fusiliers marins, mutilé lors des combats de Dixmude, chevalier de la Légion d'honneur et avec Jean-Pierre Broudin comme président effectif.
Une mission fut prêchëe en 1921 ; le recteur était alors M. Guéguen.

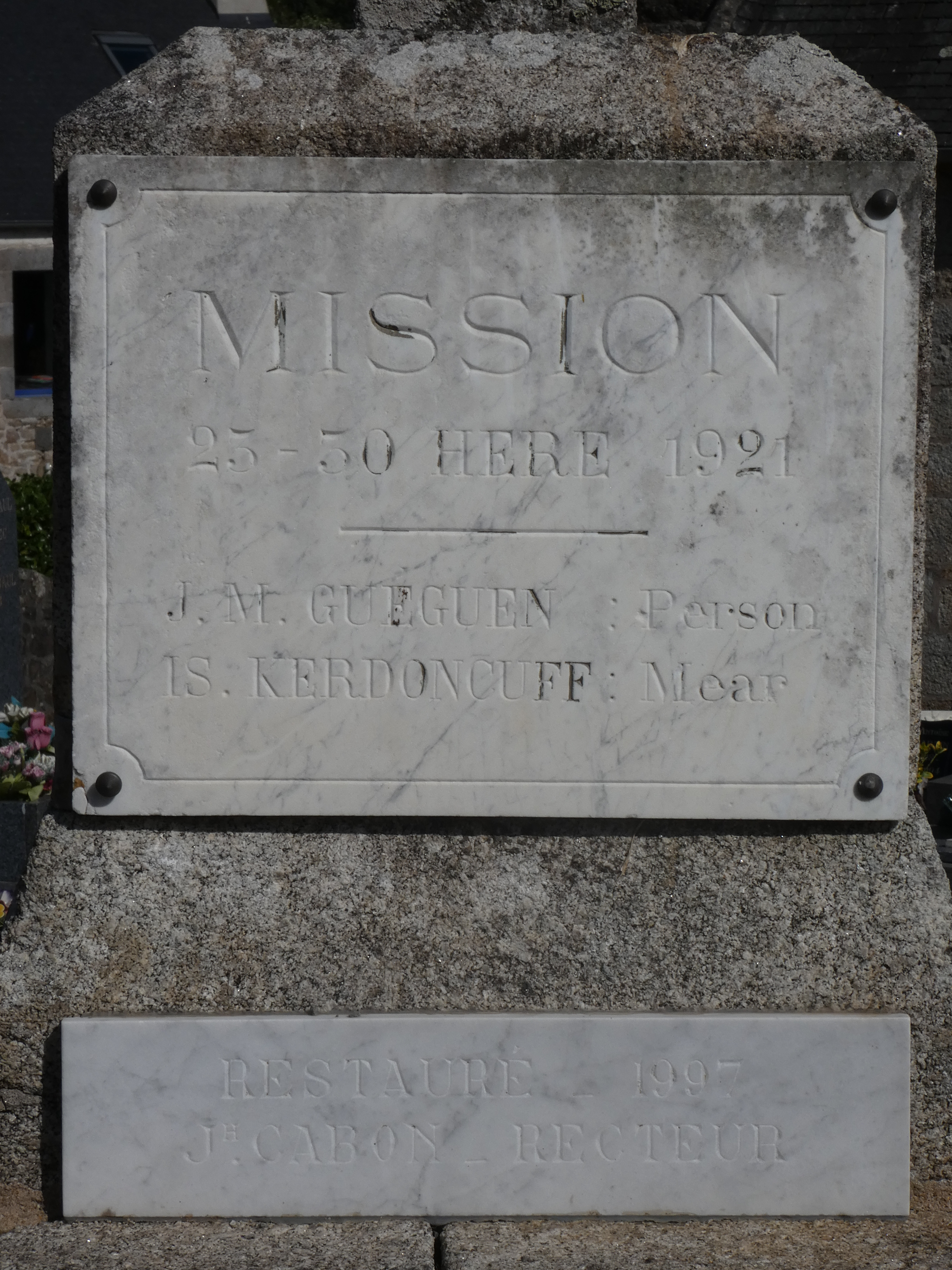
Plaque commémorative de la mission de 1921 apposée à la bade du calvaire de l'enclos paroissial.
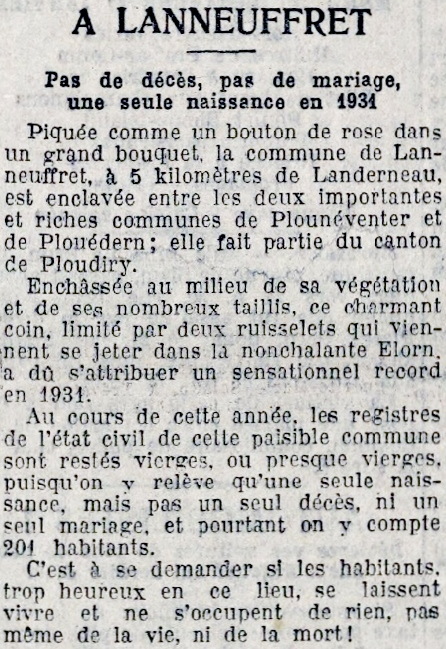
Article publié dans le journal La Dépêche de Brest et de l'Ouest indiquant l'absence de décès et une seule naissance dans la commune en 1931.

#### La Seconde Guerre mondiale
Jean Kerdoncuff est mort pour la France pendant la Bataille de France le 19 mai 1940 à Raismes (Nord).

#### L'Après Seconde Guerre mondiale

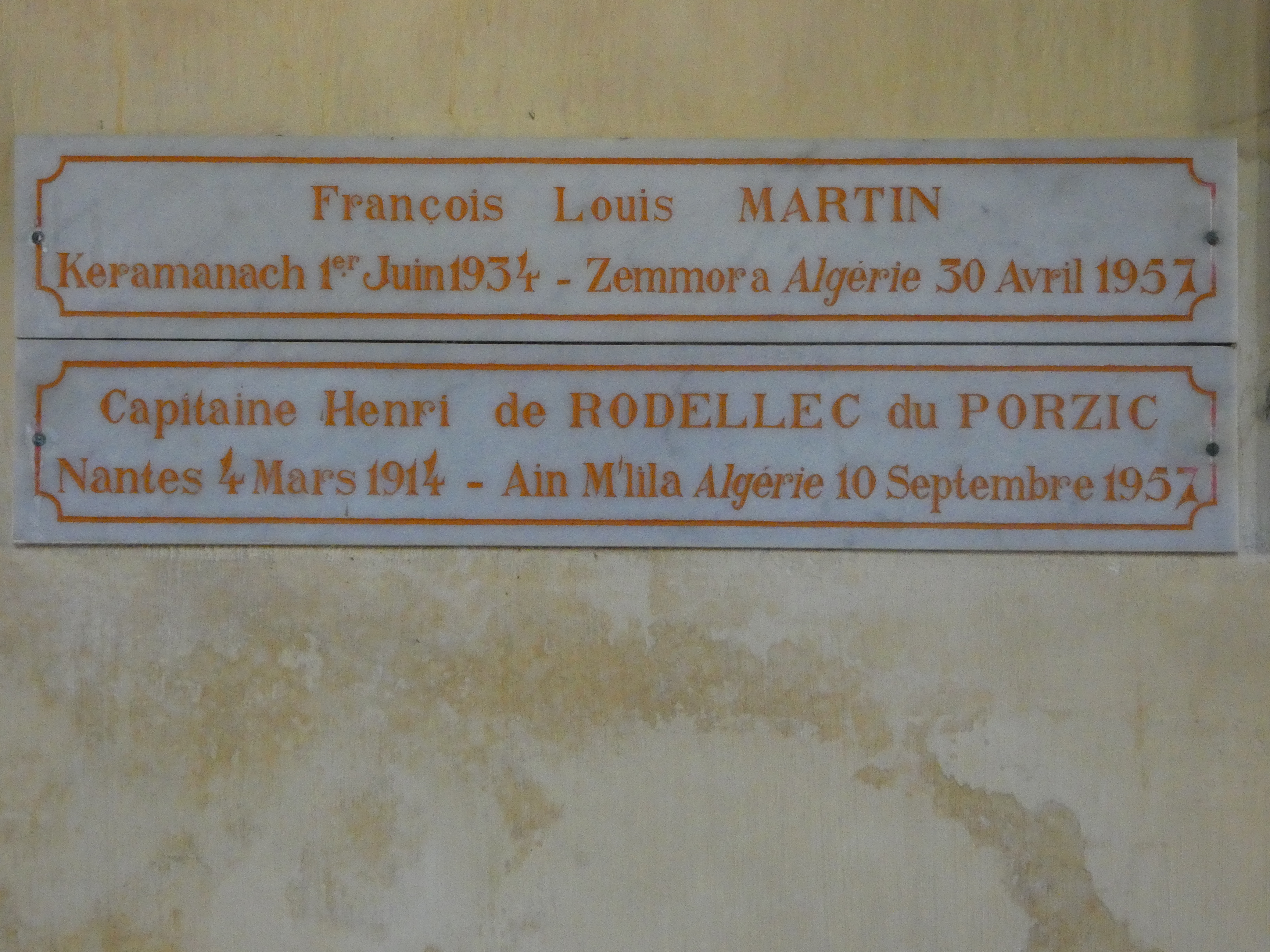
Plaque commémorative des morts de la Guerre d' Algérie dans l'église Saint-Guévroc.

Deux soldats originaires de Lanneuffret (François Martin et Henri de Rodellec du Portzic, capitaine au 10e régiment d'artillerie coloniale, tous les deux décorés de la Médaille militaire et de la Croix de la Valeur Militaire, Henri de Rodellec du Portzic l'étant aussi de la Légion d'honneur) sont morts pour la France en 1957 pendant la Guerre d'Algérie.
En 1988 la revue Sites et monuments écrit que le manoir de Kerantraon risque de disparaître sous peu à la suite d'une absence d'entretien.

## Démographie
| 1793 | 1800 | 1806 | 1821 | 1831 | 1836 | 1841 | 1846 | 1851 |
| ---- | ---- | ---- | ---- | ---- | ---- | ---- | ---- | ---- |
| 198  | 275  | 273  | 198  | 186  | 215  | 231  | 236  | 221  |

| 1856 | 1861 | 1866 | 1872 | 1876 | 1881 | 1886 | 1891 | 1896 |
| ---- | ---- | ---- | ---- | ---- | ---- | ---- | ---- | ---- |
| 221  | 210  | 236  | 236  | 231  | 255  | 242  | 237  | 220  |

| 1901 | 1906 | 1911 | 1921 | 1926 | 1931 | 1936 | 1946 | 1954 |
| ---- | ---- | ---- | ---- | ---- | ---- | ---- | ---- | ---- |
| 229  | 224  | 206  | 199  | 201  | 172  | 170  | 179  | 155  |

| 1962 | 1968 | 1975 | 1982 | 1990 | 1999 | 2004 | 2006 | 2009 |
| ---- | ---- | ---- | ---- | ---- | ---- | ---- | ---- | ---- |
| 122  | 121  | 105  | 92   | 84   | 113  | 108  | 103  | 122  |

| 2014 | 2019 | 2022 | - | - | - | - | - | - |
| ---- | ---- | ---- | - | - | - | - | - | - |
| 139  | 154  | 150  | - | - | - | - | - | - |

## Politique et administration

### Héraldique
| Blason de Lanneuffret | Le blason de Lanneuffet : De sinople aux deux haches d'armes adossées d'or, au chef d'argent chargé de trois mouchetures d'hermine de sable. Adopté en conseil municipal le 12 octobre 2004. Concepteur : Jean-François Binon. |

### Liste des maires
| Période                                  | Période  | Identité                       | Étiquette | Qualité |
| ---------------------------------------- | -------- | ------------------------------ | --------- | --- |
| 1793                                     | 1795     | Pierre-Jean Le Quélennec       |           | Cultivateur. |
| 1795                                     | 1798     | Jacques Mével                  |           | Cultivateur. |
| 1798                                     | 1799     | Pierre-Jean Le Quélennec       |           | Déjà maire entre 1793 et 1795. |
| 1800                                     | 1815     | Guillaume Morry                |           | Cultivateur. |
| 1815                                     | 1823     | Yves Le Bras                   |           | |
| 1823                                     |          | Joseph-Marie Kerdoncuff        |           | Cultivateur. |
|                                          |          |                                |           | |
| 1830                                     | 1837     | Joseph-Marie Kerdoncuff        |           | Déjà maire en 1823. |
| 1838                                     | 1857     | Maurice de Rodellec du Portzic |           | |
| 1858                                     | 1863     | Léost                          |           | Cultivateur. |
| 1863                                     | 1869     | Mével                          |           | |
| 1870                                     | 1894     | Guillaume Kerdoncuff           |           | Cultivateur. |
| 1894                                     | 1904     | Jean-Louis Mével               |           | Cultivateur. |
| 1904                                     | 1910     | Jean-Marie Kerdoncuff          |           | Cultivateur. |
| 1912                                     | 1921     | Isidore Kerdoncuff             |           | Cultivateur. Fils de Jean-Marie Kerdoncuff, maire précédent. |
|                                          |          |                                |           | |
| 1925                                     | 1928     | Joseph Ollivier                |           | Cultivateur. |
| 1929                                     |          | Ambroise Carn                  |           | Officier des équipages en retraite. |
| 1935                                     | 1937     | Joseph Ollivier                |           | Déjà maire entre 1925 et 1928. |
| 1937                                     | 1977     | Édouard de Rodellec du Portzic |           | Capitaine de corvette Secrétaire général de l'Union des syndicats agricoles du Finistère et des Côtes-du-Nord Président de la Caisse régionale d'assurances mutuelles agricoles de Bretagne contre l'incendie Châtelain de Kerantraon |
| 1977                                     | 1989     | Pierre Kerdoncuff              | DVG       | |
| 1989                                     | 1995     | François Le Bras               |           | |
| 1995                                     | 2014     | Noël Menes                     |           | |
| 2014                                     | En cours | André Sergent                  | SE        | Retraité |
| Les données manquantes sont à compléter. |          |                                |           | |

## Culture locale et patrimoine

### Lieux et monuments
- L'église Saint-Guévroc et son enclos paroissial. L'église date de 1585 et est en forme de tau ; son clocher-mur est construit en 1734. La chaire à prêcher date du XVIIe siècle et présente en médaillons les quatre évangélistes ; son confessionnal date aussi du XVIIe siècle ; l'église possède aussi quelques statues anciennes dont un Ecce Homo[41] et un groupe statuaire de sainte Anne appremant à lire à la Vierge. L'église possède aussi une croix de  procession en argent massif, qui date probablement du XVIe siècle. Le calvaire de l'enclos paroissial date de 1650.

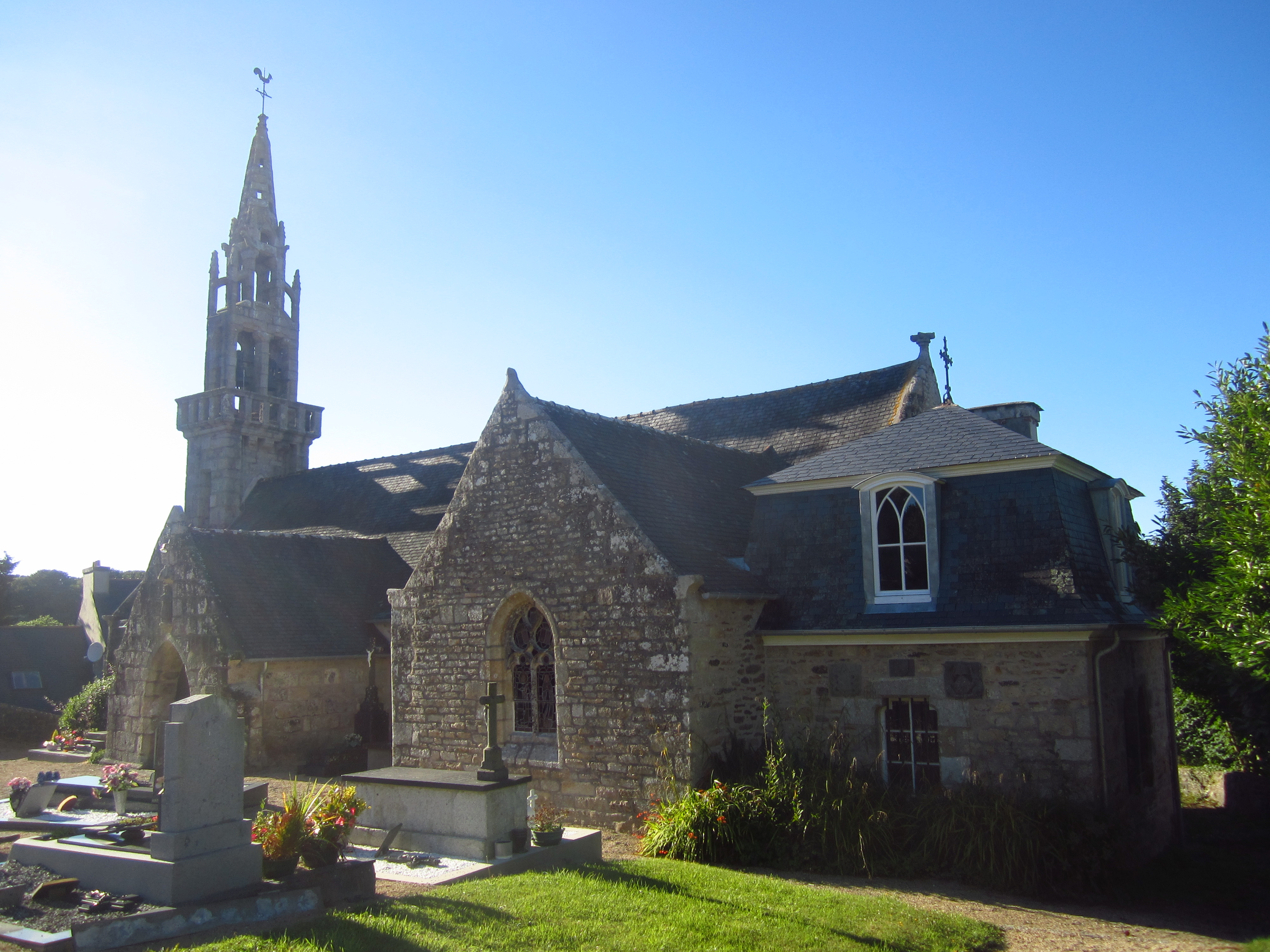
L'église paroissiale Saint-Guévroc.
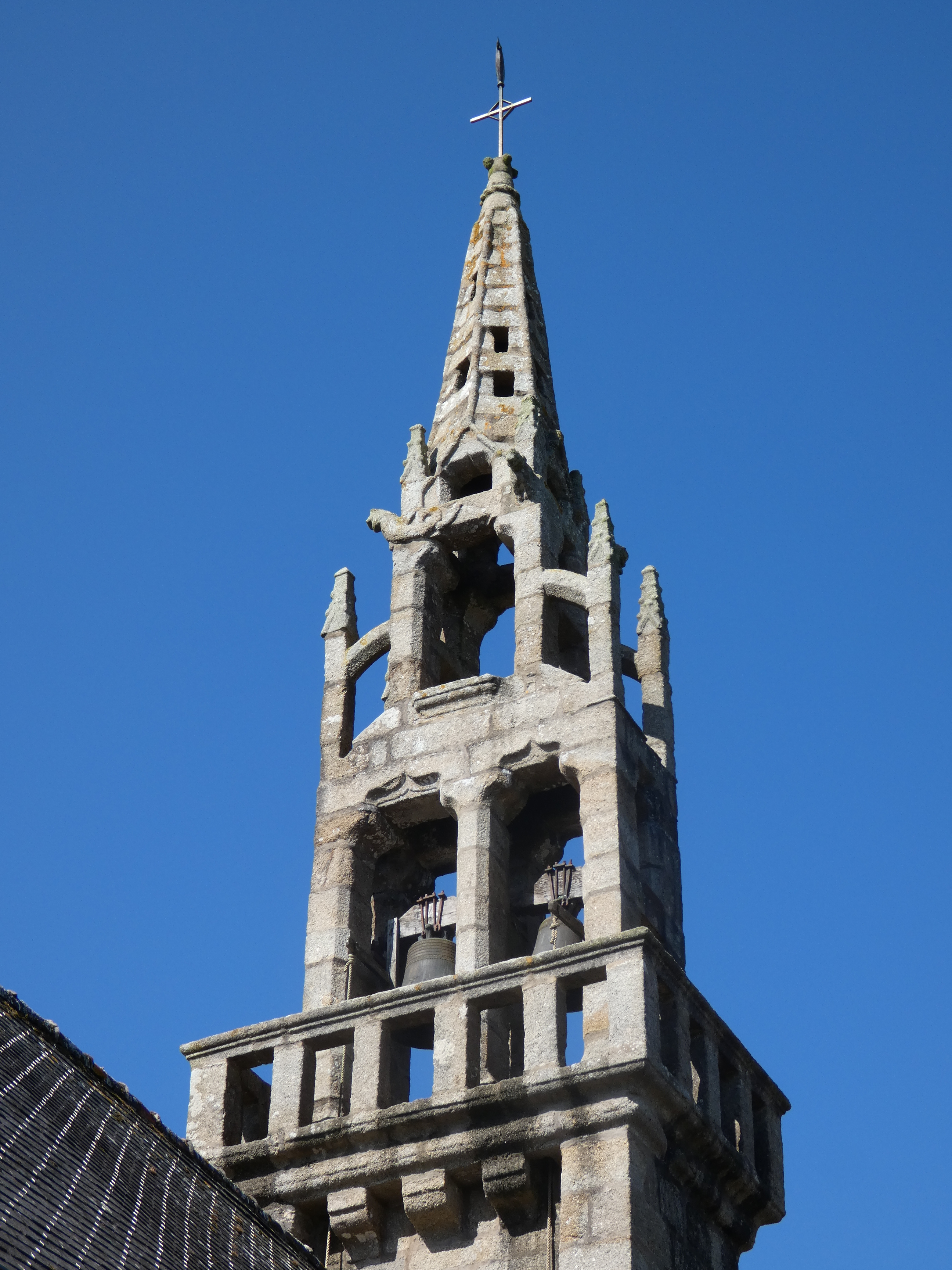
Église Saint-Guévroc : le clocher.
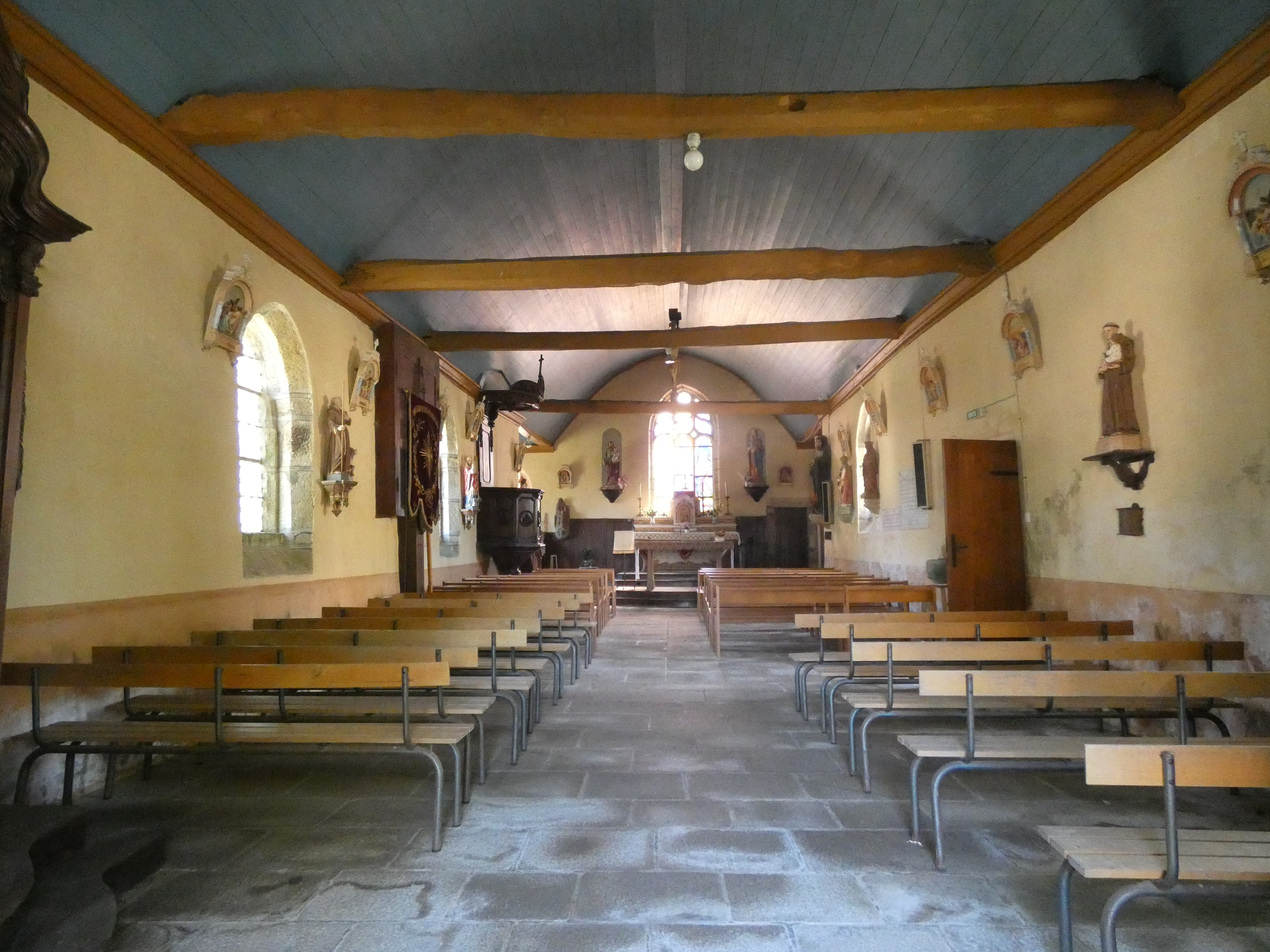
Église Saint-Guévroc : vue intérieure d'ensemble.
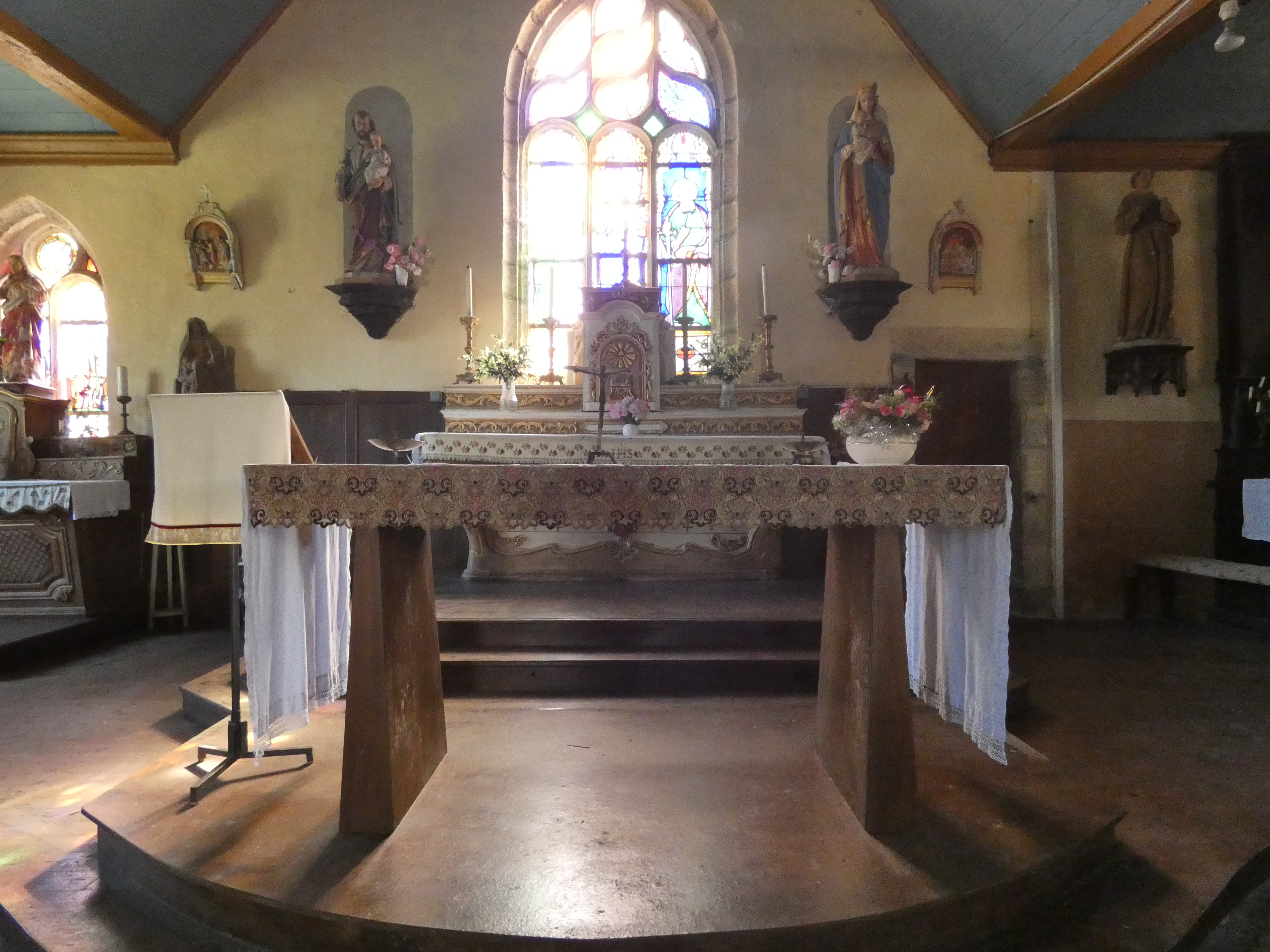
Église Saint-Guévroc : le chœur.
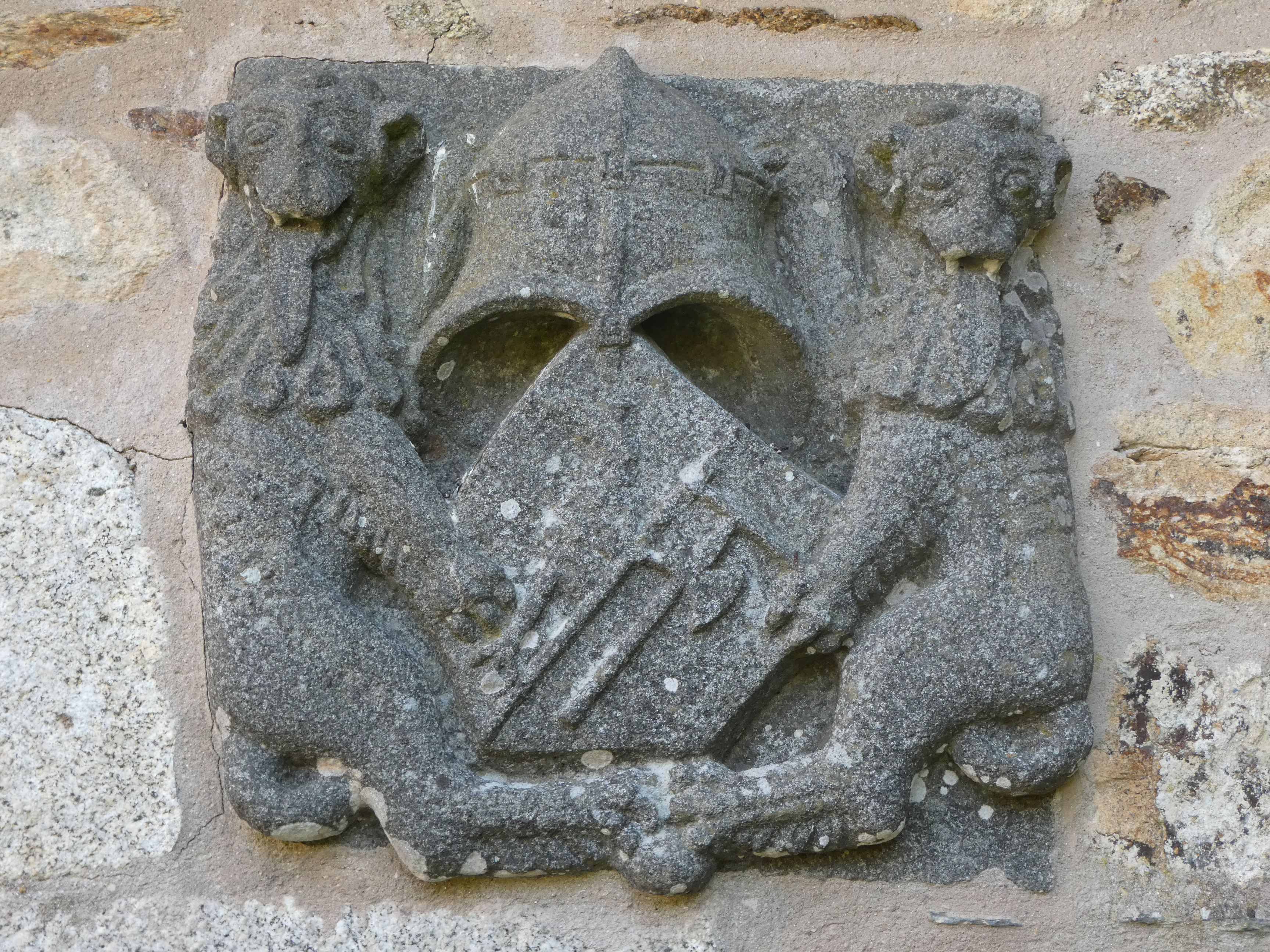
Église Saint-Guévroc : bas-relief.

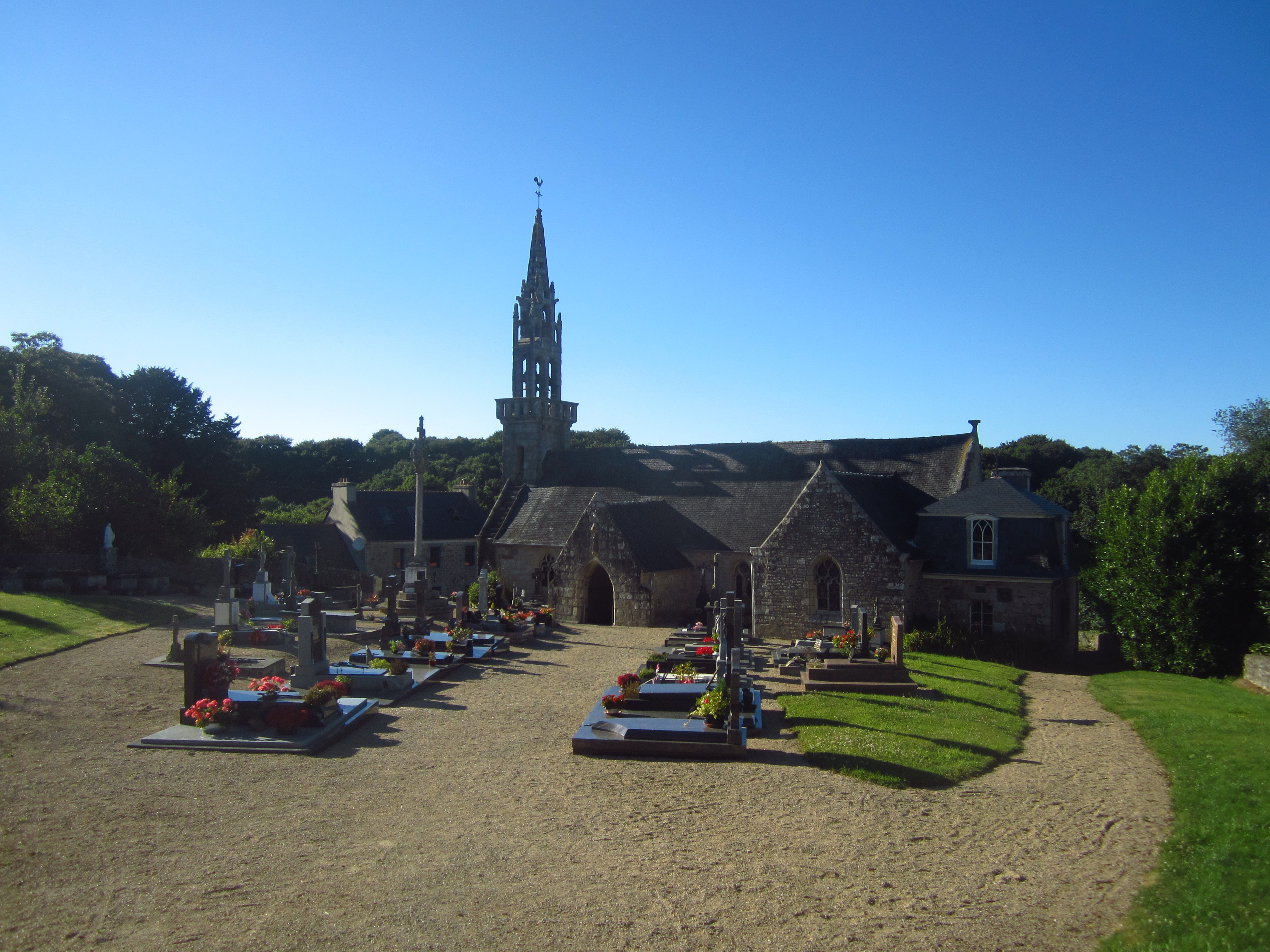
L'église Saint-Guévroc au sein de l'enclos paroissial.
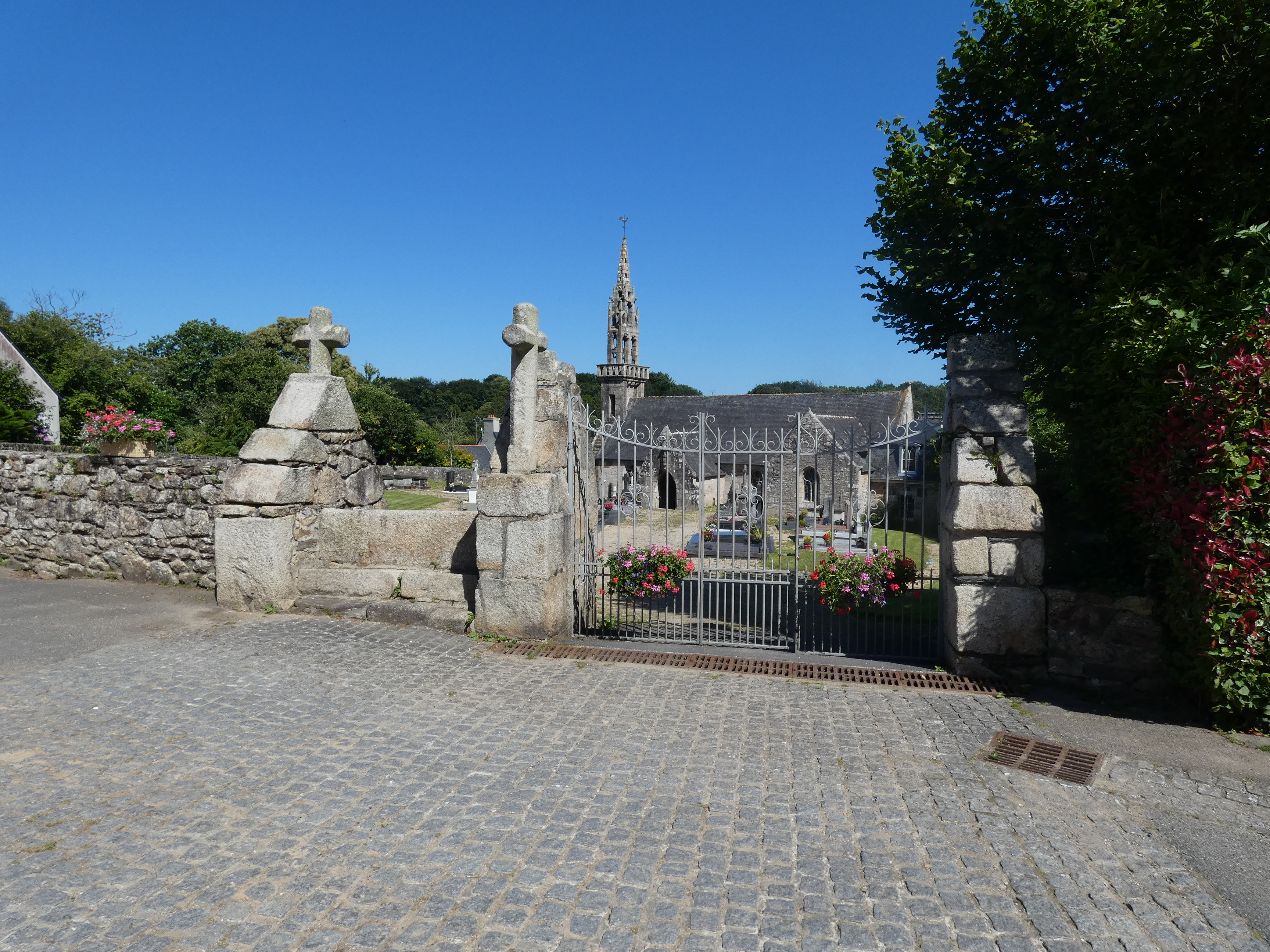
Échalier et portail de l'extérieur.
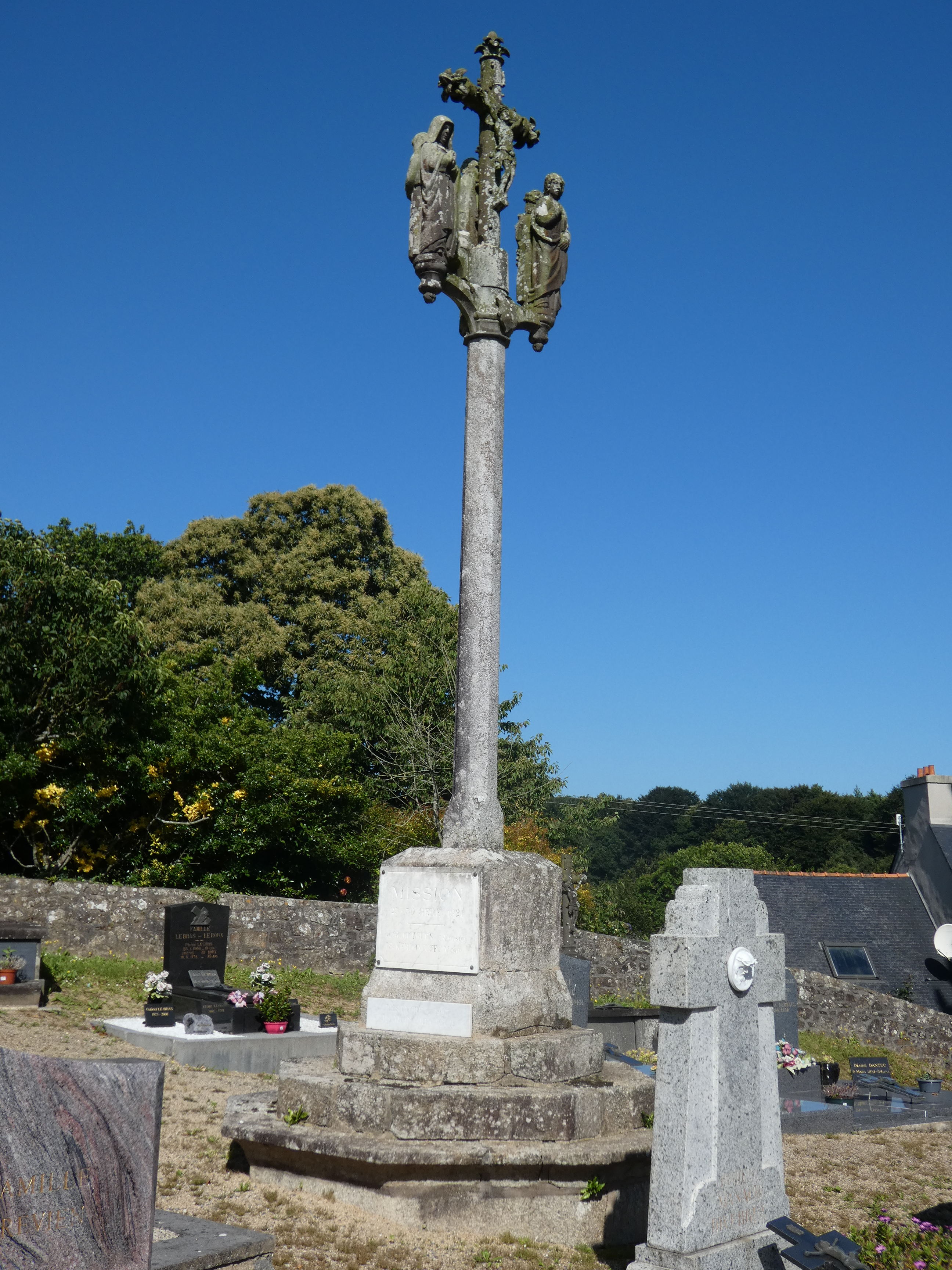
Le calvaire de l'enclos paroissial : vue d'ensemble.
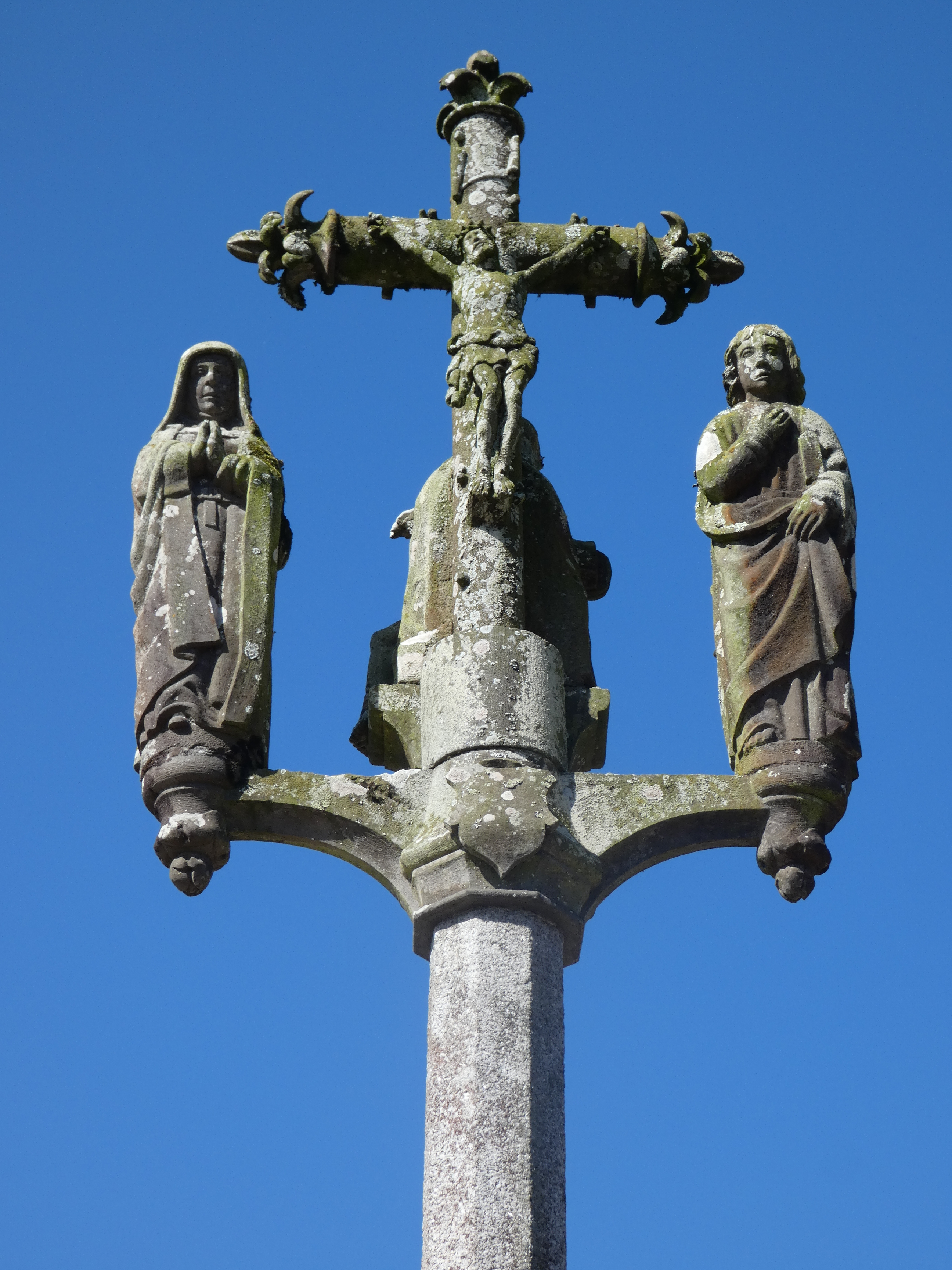
Le calvaire de l'enclos paroissial : partie sommitale.
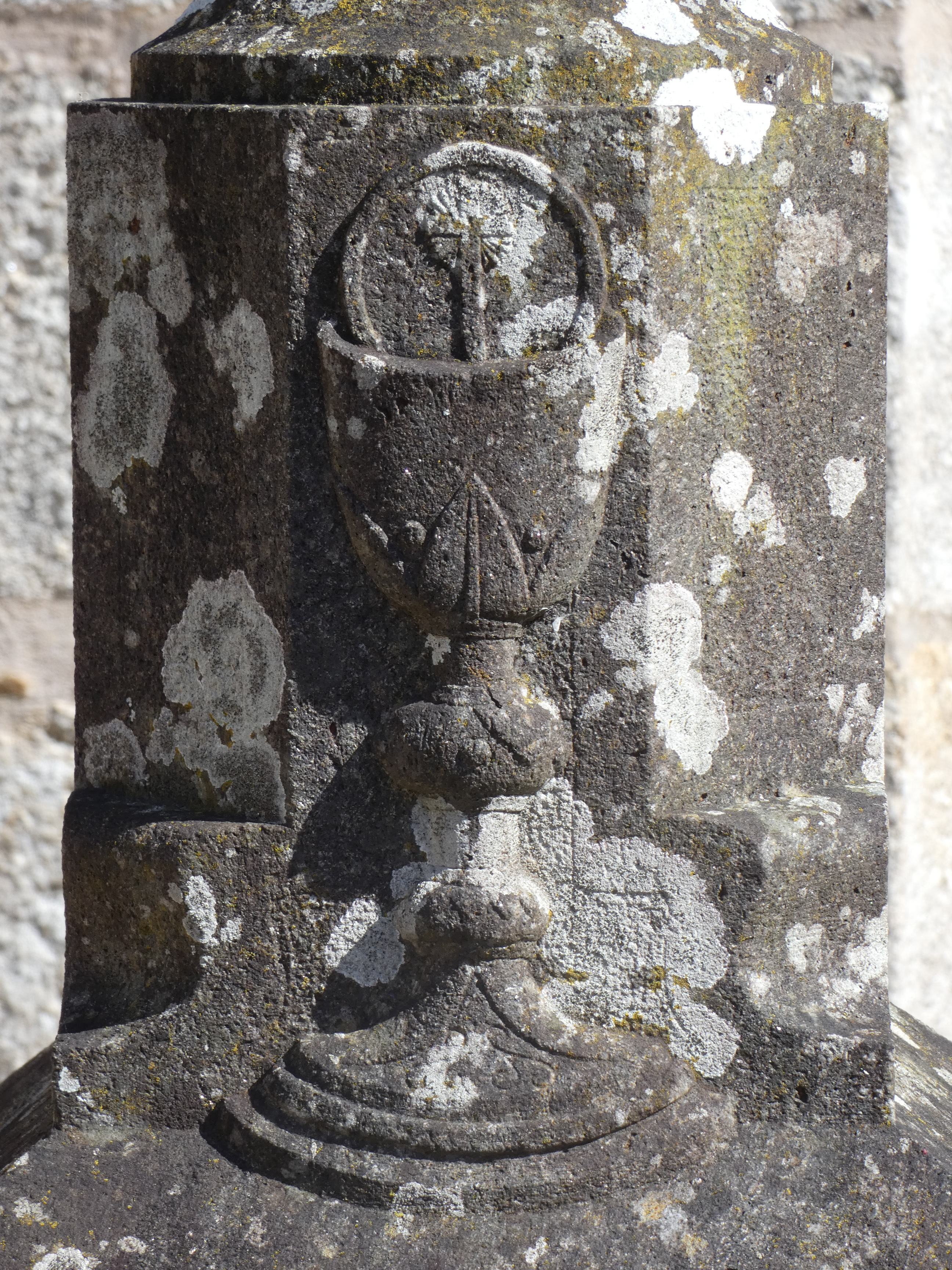
La tombe de François Mével : partie basse, le saint graal.

- Château de Kerantraon (1864), propriété de la famille de Rodellec du Porzic.
- La fontaine Saint-Guévroc, déplacée récemment dans le centre bourg.
- Cinq croix ont été recensées dans la commune dont celle située sur la place du bourg et les deux croix de l'enclos paroissial.

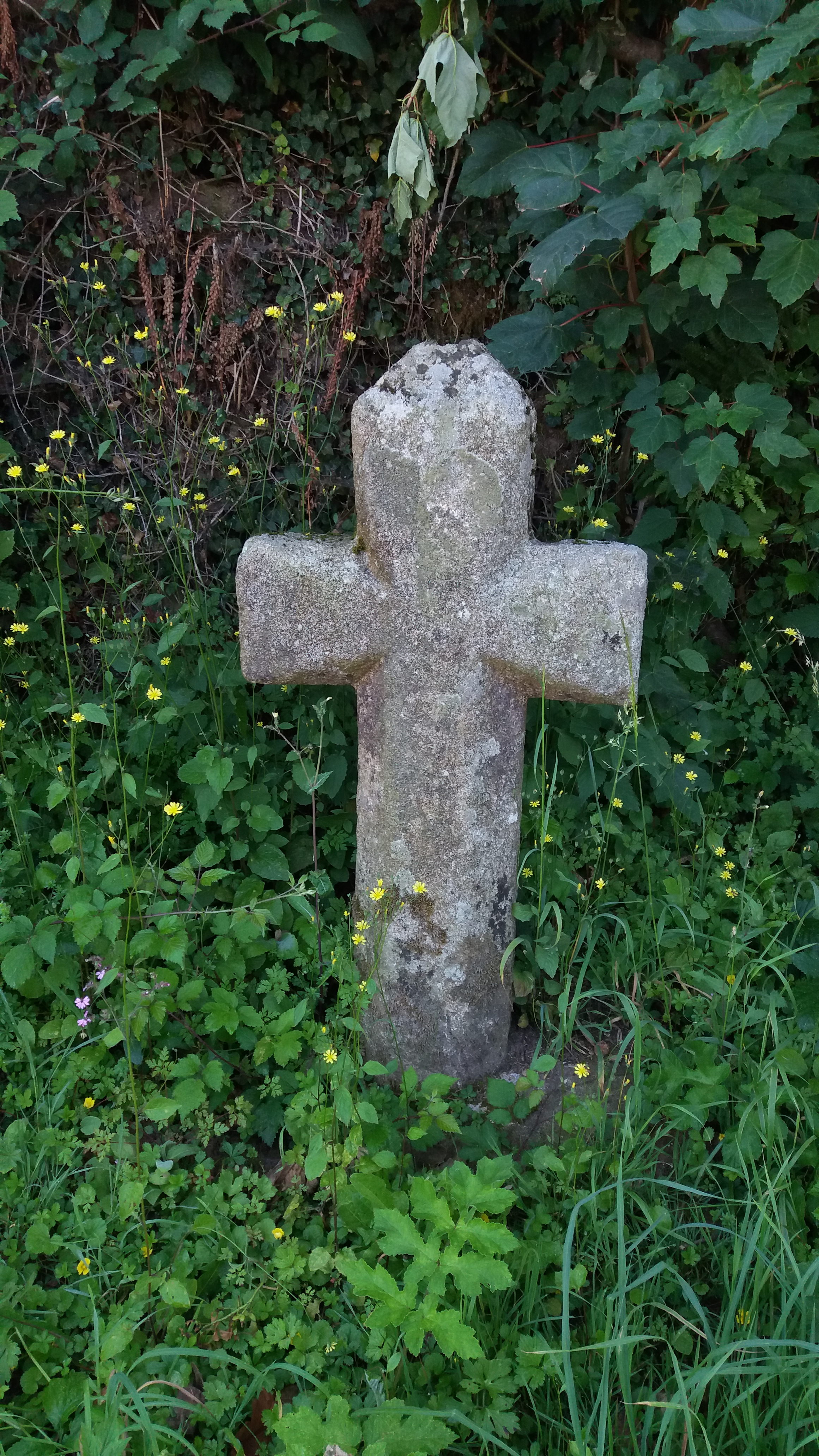
Croix de chemin à Lanneuffret.
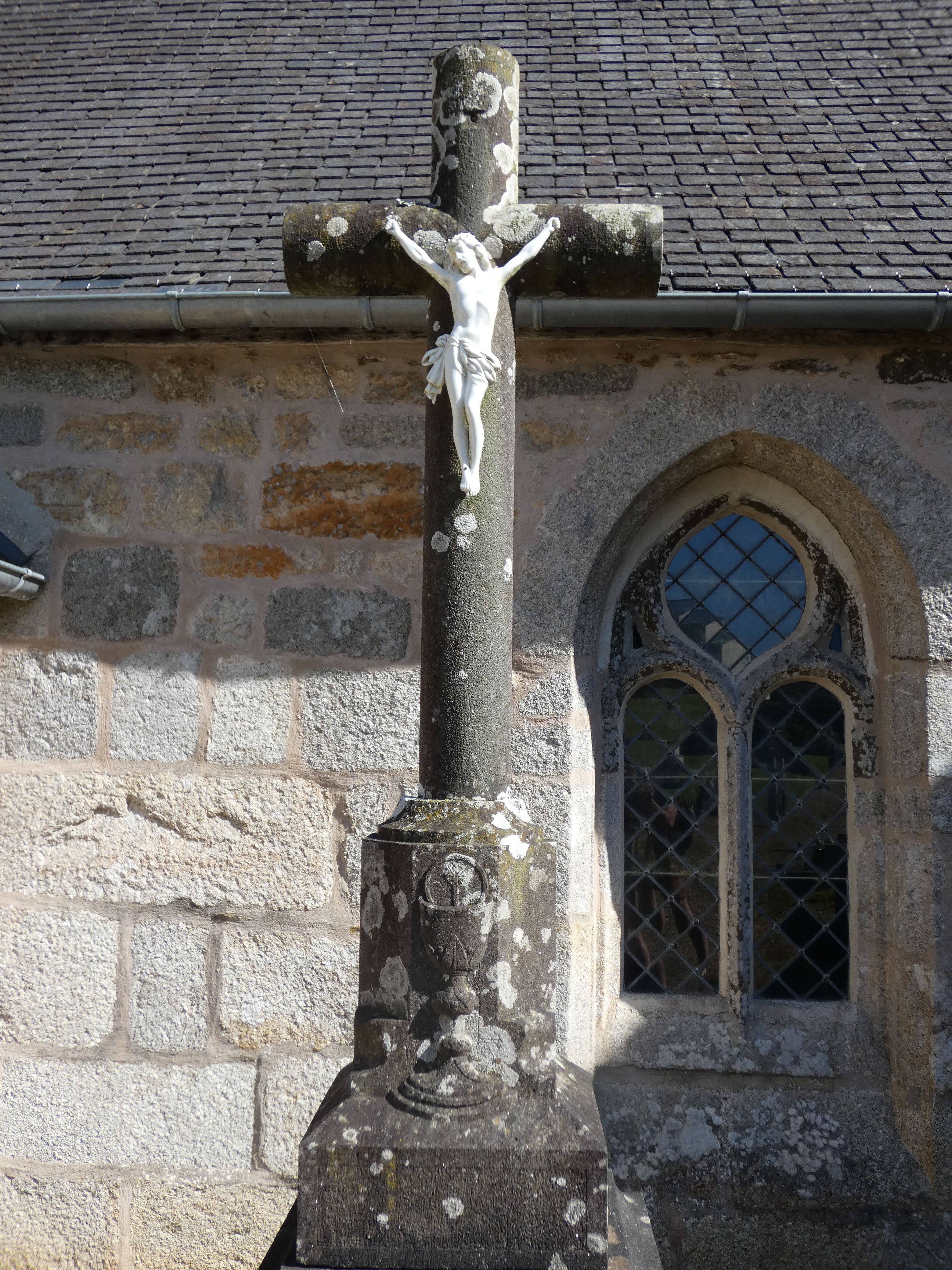
Croix située sur la tombe de François Mével dans l'enclos paroissial.